# Acta Botanica Yunnanica
Acta Botanica Yunnanica (abreviado Acta Bot. Yunnan.) es una revista científica editada en chino que fue creada en el año 1979 por la Academia China de las Ciencias y hasta el año 2010 había editado 32 volúmenes.